# Światowy Dzień Obrony Cywilnej
Światowy Dzień Obrony Cywilnej (ang. World Civil Defence Day)  – święto obchodzone corocznie 1 marca, ustanowione przez zgromadzenie ogólne Międzynarodowej Organizacji Obrony Cywilnej (ang. The International Civil Defence Organisation, ICDO) w 1990 roku. Dzień ten upamiętnia wejście w życie konstytucji ICDO, jako organizacji międzyrządowej w 1972 roku.
Obchody Dnia mają dwa cele:
- podkreślenie znaczenia obrony cywilnej i podnoszenie świadomości społeczeństwa na temat: samoobrony, zapobiegania i gotowości działania w razie wypadków i katastrof na świecie,
- uznanie  wysiłku, ofiary i dokonań wszystkich krajowych służb odpowiedzialnych za zwalczanie klęsk żywiołowych.